# Agrilus ignipennis
Agrilus ignipennis es una especie de insecto del género Agrilus, familia Buprestidae, orden Coleoptera.
Fue descrita científicamente por Lucas, 1857.